# Kloautomat

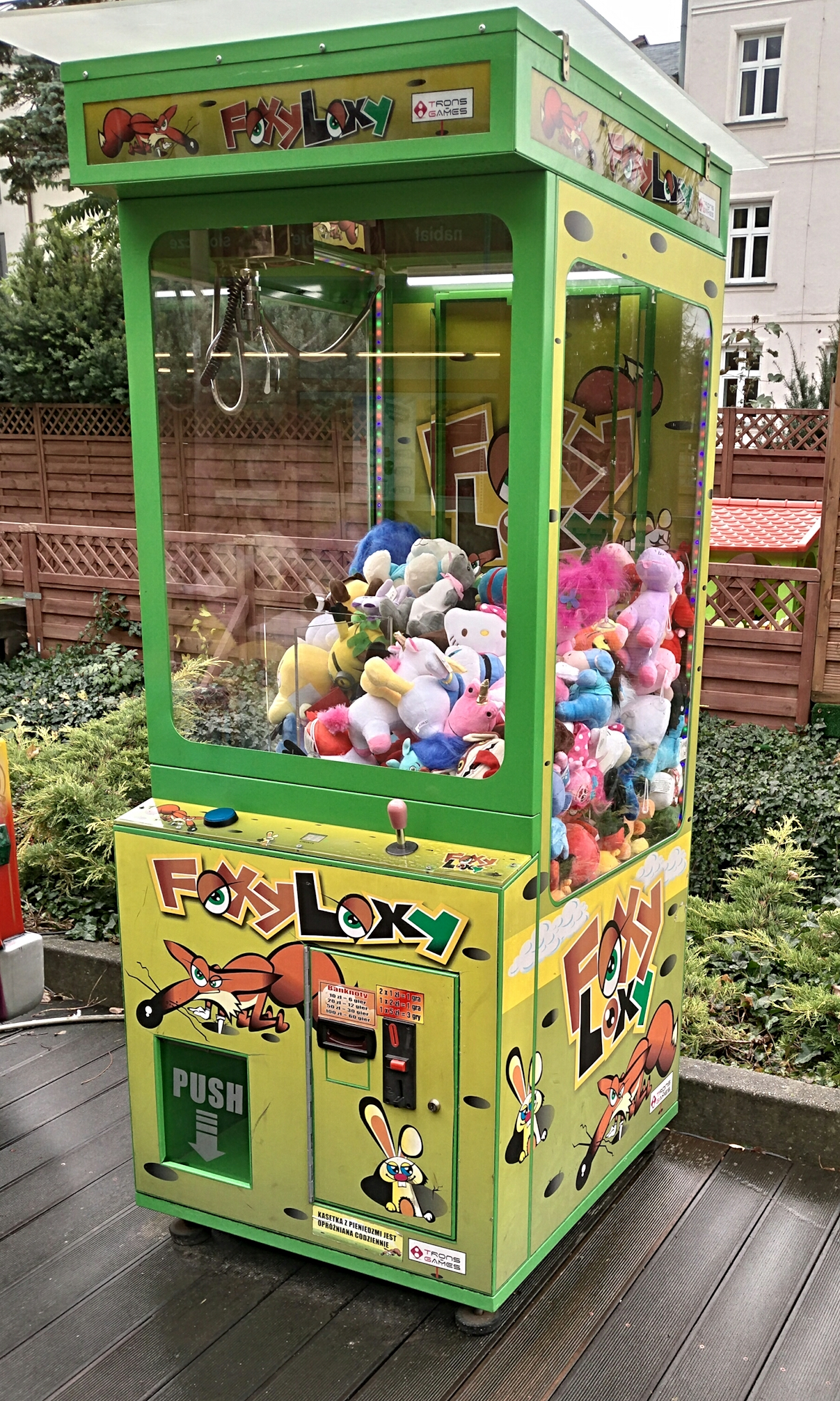
Exempel på kloautomat.

Kloautomat (med flera, se § Namn) är en typ av elektromekanisk spelautomat där spelaren styr en fallande gripklo i taket på en prisbehållare i syfte att vinna ett pris, vanligen en leksak eller liknande. Enbart klons vertikalaxel kontrolleras av spelaren, varav klons fall och greppande av priser har en stor slumpfaktor. Typen benämns även varuautomat eftersom den tillhandahåller varor som pris.
Kloautomater förekommer främst i spelhallar, nöjesfält, stormarknader, restauranger, biografer, bowlinghallar och liknande, etc.

## Spelbeskrivning
I spelet styr spelaren en vertikalt styrbar gripklo som hänger i taket på en prisfylld behållare. Klon styrs genom en okänslig styrspak på två eller tre vertikalaxlar, varav klon efter förbestämd tid faller ner i prishögen med käkarna öppna, varefter den börjar stiga samtidigt som den stänger käkarna. Om användaren har styrt klon rätt kommer en av priserna att greppas vid upptagandet, varav klon automatiskt styrs till ett avskärmat nedsläppningsschakt och öppnar sig så priset släpps ned till spelaren. Stängningen av käkarna vid upptagandet är avsiktligen konstruerat för att ha svårighet att greppa priser, varav spelet har en stor slumpfaktor för vinst.

## Konstruktion
En klo består av många delar men de grundläggande komponenterna är mönsterkort, nätaggregat, mynträknare, mynt/tid-visare, joystick, kopplingsbox, upphängningsanordning, x-port och klo.
Kabinettet är oftast konstruerat av MDF-skiva. En del kabinett är konstruerade av aluminiumlegering, som gör det enklare att flytta enheten och gör den billigare att producera. Skylten över fönstret är ibland speciellt gjort för restauranger eller med en operatörs namn bakom en skiva av plexiglas.

## Namn
Kloautomater kallas även:
- Arkadklo
- Arkadkran
- Greppautomat
- Greppmaskin
- Gripkloautomat
- Gripklomaskin
- Kloautomat
- Klokran
- Klomaskin
- Kranspel
- Kranautomat
- Kranmaskin

### Webbkällor
- Rossen, Jake (7 juli 2016). ”Dime After Dime: A Gripping History of Claw Machines”. Mental Floss. mentalfloss.com. http://mentalfloss.com/article/82524/dime-after-dime-gripping-history-claw-machines. Läst 21 maj 2018.
- Eldredge, Barbara. ”Culture Crush: Cult Of The Claw”. Real Art. realart.com. https://realart.com/thought-lab/cult-of-the-claw/. Läst 21 maj 2018.